# Стукач (фильм, 2013)
«Стукач» (англ. Snitch) —  остросюжетный криминальный триллер режиссёра Рика Романа Во, в главной роли Дуэйн Джонсон. Премьера в США состоялась 22 февраля, в России — 21 февраля 2013 года.

## Сюжет
После того, как сына Джона Мэттьюса оклеветал его знакомый, чтобы получить уменьшение срока заключения за сотрудничество с полицией, его признают соучастником преступления. Отец, Джон Мэттьюс (Дуэйн Джонсон), чей сын приговорён к 10 годам тюрьмы за распространение наркотиков (экстази), начинает сотрудничать с Управлением по борьбе с наркотиками — он внедряется под прикрытием в крупный наркокартель, чтобы выявить схемы доставки наркотиков и передачи денег.

## В ролях
- Дуэйн Джонсон[4] — Джон Мэттьюс, владелец строительной фирмы
- Мелина Канакаредес[5] — Сильви Коллинз, бывшая жена Джона Мэттьюса
- Рафи Гаврон — Джейсон Коллинз, сын Джона Мэттьюса
- Надин Веласкес[5] — Анализа, жена Джона Мэттьюса
- Джон Бернтал[6] — Дэниэл Джеймс
- Сьюзан Сарандон[7] — Джоанн Киган
- Барри Пеппер[8] — агент Купер
- Гарольд Перрино — Джеффри Стил
- Бенджамин Брэтт[9] — Хуан Карлос «Эль Топо» Пинтера, наркобарон
- Джей Ди Пардо — Бенисио, подручный Эль Топо
- Майкл К. Уильямс[10]  — Малик, наркоторговец
- Джеймс Аллен МакКьюн — Крэйг, лучший друг Джейсона
- Дэвид Харбор — Джей Прайс
- Гарольд Перрино — Джон Стил